# Наступного разу я стрілятиму в серце
«Наступного разу я стрілятиму в серце» (фр. La prochaine fois je viserai le coeur) — французький трилер, поставлений у 2014 році режисером Седріком Анже на основі реальних подій.

## Синопсис
Упродовж декількох місяців, між 1978 і 1979 роками, мешканці Уази постійно відчувають тривогу і страх: на вулицях лютує жорстокий маніяк, мішенню якого є молоді жінки. Злочинець ранить і вбиває обраних навмання людей, що голосують на дорозі, — немов знаходячись скрізь і ніде одночасно, він з легкістю вислизає з пасток правосуддя, уникаючи будь-яких можливих перешкод. Що і не дивно, адже насправді він — молодий і несміливий жандарм, що веде про очі колег нудне і монотонне життя. І як зразковий жандарм, він із задоволенням розслідує свої власні злочини.

## В ролях
| Ґійом Кане           | ···· | Франк Нойхарт |
| Ана Жирардо          | ···· | Софі          |
| Жан-Ів Бертело       | ···· | Лакомб        |
| Патрік Азам          | ···· | Тонтон        |
| Арно Анрієт          | ···· | Локре         |
| Дуглас Аттал         | ···· | Ноно          |
| П'єрік Турньє        | ···· | Карпентьє     |
| Александр Кар'єр     | ···· | Оссар         |
| Франсуа-Домінік Блен | ···· | Ніель         |
| Френк Андріє         | ···· | Озір          |
| Артур Дюжарден       | ···· | Бруно         |
| Еліс де Ланкесе      | ···· | Мелісса       |

## Визнання
| Нагороди та номінації фільму «Наступного разу я стрілятиму в серце» | Нагороди та номінації фільму «Наступного разу я стрілятиму в серце» | Нагороди та номінації фільму «Наступного разу я стрілятиму в серце» | Нагороди та номінації фільму «Наступного разу я стрілятиму в серце» | Нагороди та номінації фільму «Наступного разу я стрілятиму в серце» | Нагороди та номінації фільму «Наступного разу я стрілятиму в серце» |
| Рік                                                                 | Нагорода                                                            | Категорія                                                           | Номінант                                                            | Результат                                                           |                                                                     |
| ------------------------------------------------------------------- | ------------------------------------------------------------------- | ------------------------------------------------------------------- | ------------------------------------------------------------------- | ------------------------------------------------------------------- | ------------------------------------------------------------------- |
| 2015                                                                | Премія «Люм'єр»                                                     | Найкращий актор                                                     | Ґійом Кане                                                          | Номінація                                                           |                                                                     |
| 2015                                                                | Премія «Люм'єр»                                                     | Найкраща молода акторка                                             | Ана Жирардо                                                         | Номінація                                                           |                                                                     |
| 2015                                                                | Премія «Сезар»                                                      | Найкращий актор                                                     | Ґійом Кане                                                          | Номінація                                                           |                                                                     |
| 2015                                                                | Премія «Сезар»                                                      | Найкращий адаптований сценарій                                      | Седрік Анже                                                         | Номінація                                                           |                                                                     |

## Цікаві факти
- Основою для сценарію фільму, написаного режисером фільму Седріком Анже за документальною книгою журналіста Івана Стефановича, стали реальні події, що відбувалися у Франції наприкінці 1970-х років. З травня 1978 по квітень 1979 року у північному департаменті Франції Уазі, сталося кілька злочинів. Було убито 19-річну дівчину, а декілька чоловік дивом вижили після нападів, але отримали важкі ушкодження. До того ж злочинець писав анонімки правоохоронцям і залишав докази, але розслідування щоразу стикалося з новими труднощами. У результаті один з відставних поліцейських став підозрювати жандарма Алена Ламара, який збирав докази у справі «вбивці з Уази». Ламар майже завжди першим опинявся на місці злочинів, відбитки також вказували на нього. Під тиском доказів Ламар визнав свою провину, однак його не було ув'язнено через визнання неосудним, і досі він знаходиться у психіатричній лікарні[2].
- Зйомки фільму проходли протягом 36 днів на Півночі Франції, але не в департаменті Уаза, де сталися реальні злочини, а в Нор — Па-де-Кале[2].